# ダリル・ポニクサン
ダリル・ポニクサン（Darryl Ponicsan, 1938年5月26日 - ）はアメリカ合衆国の小説家、脚本家。ダリル・ポニックサンと表記されることもある。

## 人物
映画『さらば冬のかもめ』の原作者として知られ、軍隊物作品を数多く執筆した。また『タップス』 (1981)、『ビジョン・クエスト/青春の賭け』、『THE BOOST 引き裂かれた愛』と、ハロルド・ベッカーの監督作品の脚本を続けて担当した。

## 主な著書
- The Last Detail (1970) - 『さらば冬のかもめ』（1973）として映画化
- 『シンデレラ・リバティー』Cinderella Liberty (1973)　- 『シンデレラ・リバティー/かぎりなき愛』として映画化
- Last Flag Flying (2005) - The Last Detailの続編。『30年後の同窓会』として映画化

## 脚本担当（映画）
- シンデレラ・リバティー/かぎりなき愛 1973
- タップス 1981
- ビジョン・クエスト/青春の賭け 1985
- ナッツ 1987
- THE BOOST/引き裂かれた愛 1988
- 青春の輝き1992
- アメリカが沈むとき 1994
- 30年後の同窓会 2017